# 熊慎幹
熊慎幹（1942年6月14日—2024年6月10日）是台灣的電機工程師。

## 生平
曾任中原大學校長，現為長榮大學科技工程管理學系榮譽講座教授。畢業於美國南加州大學、尹士豪擔任行政院青年輔導委員會主任委員時主任秘書、中華民國斐陶斐榮譽學會理監事。
其研究領域包括：半導體感測元件、半導體生醫及離子感測元件、半導體氣體感測元件、薄膜電晶體、生醫感測元件、影印機感光鼓材料。

## 家庭
1991年8月原配偶戴杭琪逝世有兩女兒熊佳瑛熊佳樂，至民85年5月11日與張鈞莉結婚有一子熊乃恩。．兩人篤信基督力行信仰。是中壢靈糧堂會友。